# Abschnittsbefestigung Schatzhofen
Die Abschnittsbefestigung Schatzhofen ist eine abgegangene frühmittelalterliche Abschnittsbefestigung 800 m westlich der Pfarrkirche St. Michael von Schatzhofen bzw. 240 m nördlich der Kirche St. Johannes von Nepomuk in Punzenhofen, beides Gemeindeteile der niederbayerischen Gemeinde Furth im Landkreis Landshut. Die Anlage wird als Bodendenkmal unter der Aktennummer D-2-7437-0024 als „frühmittelalterliche Abschnittsbefestigung“ geführt.

## Beschreibung
Die Abschnittsbefestigung Schatzhofen befindet sich auf einer nach Süden zum Further Bach vorspringenden Geländenase des bewaldeten Plattenbergs. Auf der Westseite dieser Erhebung verläuft der Süßbach. Von den Flussniederungen aus steigt diese Erhebung um ca. 34 m an. Der leicht nach Süden gewölbte Innenraum der Abschnittsbefestigung besitzt eine Breite von 70 m und eine Länge von 140 m. Nach Ostnordost ist er durch einen bogenförmig verlaufenden Wall mit davorliegendem Graben von dem weiter ansteigenden Hinterland abgeriegelt. Im Norden setzt der Wall an der Hangkante an, weist aber nach 70 m eine Unterbrechung von 50 m auf. Der Wall erreicht vom Innenraum aus eine Höhe von 1 bis 1,7 m. Die außen liegende Grabensohle liegt 3 m tiefer, wobei auf der äußeren Wallböschung noch eine 3 m breite Berme liegt. Der nach der Unterbrechung nach Südosten verlaufende Wall mit Graben besitzt keine Berme, setzt sich aber hangabwärts noch fort. Auf den letzten 20 m vor der Hangkante ist der äußeren Grabenböschung ein schwach ausgeprägter Erdwall vorgelagert. 